# Dalibor Mitrović
Dalibor Mitrović (Sârbă chirilică: Дaлибop Mитpoвић ; n. 4 noiembrie 1977, Prokuplje) este un fost fotbalist sârb, care a evoluat pe postul de atacant. Acesta a evoluat la cluburi precum Club Brugge, KVC Westerlo, Sint-Truiden, FK Rad, Ajaccio sau FC Argeș.